# 所雅彦
所雅彦（ところ まさひこ、1935年（昭和10年）7月5日 - 2011年（平成23年）4月9日）は、北海道の放送関係者。北海道出身。

## 経歴
- 1958年に北海道大学文学部英米文学科卒業後、同年12月に札幌テレビ放送入社。
- テレビ制作課長（1963年より）、ラジオ報道課長、制作部ラジオ制作主任、制作部副部長、報道部チーフプロデューサー、社史編纂室副部長（1976年8月より2年間、「札幌テレビ放送20年史」の編纂に携わった）、総務局調査部長、編成部長、アナウンス部長、編成局次長、社長室次長などを歴任。1993年7月に定年退職。
- 合わせて、日本民間放送連盟著作権委員会事例研究部会委員、同放送基準金議会考査事例研究部会委員、北海道NF212協議会幹事会委員、情報基盤協議会札幌分科会常任委員、北海道テレコム懇談会地域情報部会常任委員、北海道テレコムセンター設立委員会副会長、日本マス・コミュニケーション学会員、北海道文学館会員、北海道芸術学会教員、江別市叢書企画委員会委員も歴任。
- 札幌学院大学商学部、北海道文教大学、札幌大学女子短期大学部の各非常勤講師を経て、1997年より2006年まで札幌大学文化学部日本語・日本文化学科助教授[1]。
- 1976年に北海道新聞日曜版懸賞小説当選。1980年に第三回北海道文化賞受賞。

## 著書
- 北海道民放論（富士書院、1994年）